# Thomas Leeb
Thomas Leeb (Klagenfurt, 14 settembre 1977) è un chitarrista austriaco.

## Biografia
Thomas Leeb è nato il 14 settembre 1977, è il più giovane di quattro figli. Nel periodo dei suoi 15 anni, Leeb, decise di diventare un musicista e imparò, da solo, lo studio della chitarra elettrica e poi in seguito passò alla chitarra acustica, così iniziò ad avere i suoi primi concerti, nonostante ciò, i genitori decisero di fargli finire lo stesso la scuola superiore. 
Il suo primo CD, Reveller, fu composto all'età di 17 anni. Dopo aver finito la scuola, Leeb, ha fatto un tour in Irlanda di 4 mesi. Nel 1997 compose il suo secondo CD, Hope.

## Discografia
- Reveller (1994)
- Hope (1997)
- Riddle (1999)
- Spark (2004)
- Upside Down (2006)
- Desert Pirate (2007)
- No Alibis (2011)
- Juvenalia (2014)
- Live in Brazil (2015)
- Radio Hill (2021)